# Lurasidone
Lurasidone, được bán dưới tên thương mại Latuda và các nhãn khác, là một loại thuốc chống loạn thần được sử dụng để điều trị tâm thần phân liệt và rối loạn lưỡng cực. Trong lưỡng cực, nó có thể được sử dụng cùng với một thuốc ổn định tâm trạng như lithi hoặc valproate. Nó được uống qua đường miệng.
Các tác dụng phụ thường gặp bao gồm buồn ngủ, rối loạn vận động, buồn nôn và tiêu chảy. Các tác dụng phụ nghiêm trọng có thể bao gồm rối loạn vận động muộn có khả năng rối loạn vận động vĩnh viễn, cũng như hội chứng ác tính thần kinh, tăng nguy cơ tự tử, phù mạch và lượng đường trong máu cao. Ở những người lớn tuổi bị rối loạn tâm thần do sa sút trí tuệ, nó có thể làm tăng nguy cơ tử vong. Sử dụng trong khi mang thai là an toàn không rõ ràng. Cách thức hoạt động của nó không rõ ràng nhưng được cho là có liên quan đến tác dụng đối với dopamine và serotonin trong não.
Lurasidone đã được chấp thuận cho sử dụng y tế tại Hoa Kỳ vào năm 2010  Một tháng cung cấp ở Vương quốc Anh tiêu tốn của NHS khoảng 90,72 bảng Anh vào năm 2019. Tại Hoa Kỳ, chi phí bán buôn của số tiền này là khoảng 190,20 USD. Năm 2016, đây là loại thuốc được kê đơn nhiều thứ 227 tại Hoa Kỳ, với hơn 2,2 triệu đơn thuốc.

## Sử dụng trong y tế
Lurasidone được sử dụng để điều trị tâm thần phân liệt và rối loạn lưỡng cực.
Trong một nghiên cứu năm 2013 khi so sánh 15 loại thuốc chống loạn thần về hiệu quả trong điều trị các triệu chứng tâm thần phân liệt, luraidone đã chứng minh hiệu quả nhẹ. Hiệu quả của thuốc này giống như iloperidone và kém hiệu quả hơn 13 đến 15% so với ziprasidone, chlorpromazine và asenapine.
Vào tháng 7 năm 2013 luraidone đã nhận được sự chấp thuận cho trầm cảm lưỡng cực I. Rất ít thuốc chống loạn thần không điển hình có sẵn có hiệu quả chống trầm cảm trong rối loạn lưỡng cực (với các ngoại lệ đáng chú ý là quetiapine, olanzapine  và có thể là asenapine  như một liệu pháp đơn trị liệu, mặc dù phần lớn các thuốc chống loạn thần không điển hình được biết là có hoạt tính chống sốt rét đáng kể, vẫn chưa được chứng minh rõ ràng đối với luraidone.
Lurasidone không được Cơ quan Quản lý Thực phẩm và Dược phẩm Hoa Kỳ (FDA) chấp thuận để điều trị rối loạn hành vi ở người lớn tuổi bị chứng mất trí.